# Nesagapostemon
Nesagapostemon is een monotypisch geslacht van uitgestorven bijen uit de familie van de Halictidae, subfamilie Halictinae. Op het moment wordt slecht één soort, Nesagapostemon moronei, tot het geslacht gerekend.

## Etymologie
De geslachtsnaam is een samenstelling van het Oudgriekse woord νῆσος, nēsos, dat eiland betekent, en Agapostemon, een geslacht met sterk op Nesagapostemon gelijkende soorten, uit dezelfde geslachtengroep (Halictini), en mogelijk verwant. Het grammaticaal geslacht van de naam is mannelijk. De enige soort is genoemd naar Ettore Morone uit Turijn, en is slechts bekend van het holotype, een 9,9 millimeter groot vrouwtje in de particuliere collectie van Morone (catalogusnummer  MACT-1172). Dit exemplaar werd voor het eerst wetenschappelijk beschreven door Dr. Michael S. Engel, die de beschrijving en de soortnaam publiceerde in ZooKeys in 2009.

## Beschrijving
Het holotype is goed geconserveerd in barnsteen, afkomstig van afzettingen uit de Burdigalien-fase (vroeg Mioceen) van het eiland Hispaniola. In het barnsteen zijn enkele kleine luchtbellen ingesloten, alsmede drie werksters van Proplebeia dominicana, zodat een deel van de Nedagapostemon daarachter schuilgaat. Het holotype-exemplaar heeft diverse breuken in het gebied van het metasoma (achterlijf). De voorvleugels van dit vrouwelijk exemplaar van Nesagapostemon zijn 9,9 millimeter lang, en staan onder een hoek met de lijn van de thorax. Hoewel moeilijk te bepalen door de conservering zijn de kop en thorax waar zichtbaar metaalkleurig. De antennes zijn donkerbruin terwijl de tegula doorschijnend bruin is en de metasomale tegra donkerbruin met een zwakke metaalgroene glans. De poten zijn donker roodbruin en de vleugels zijn glasachtig met bruine aders.
Nesagapostemon is een van de slechts vijf geslachten van de Halictidae die bekend zijn uit Dominicaanse barnsteen. Drie daarvan zijn geheel uitgestorven. Nesagapostemon heeft een duidelijk ontwikkelde kiel (of carina) rond het achterste deel van de thorax (propodium). Het basale deel van het propodium beslaat maar de helft van de lengte van het posteriore (achterste) verticale oppervlak, en loopt niet schuin af. Bij de verwante uitgestorven soort Eickwortapis dominicana (ook een soort uit een monotypisch geslacht), is het basale deel van het propodium langer en het loopt wél schuin af. De middelste poten hebben een dichte beharing. De haren aan de binnenzijde zijn zo lang dat ze de metatibiale sporen bedekken, en die aan de buitenkant zijn lang en pluimvormig. Anders dan bij Eickwortapis is de binnenste metatibiale spoor bij Nesagapostemon gehaakt en is de binnenkant van de "C"-ader dubbel zo lang als het pterostigma.